# Premi APM al periodista jove de l'any
El Premi APM al periodista jove de l'any és un premi de periodisme que concedeix l'Associació de la Premsa de Madrid. Creat el 1999, es concedeix com a reconeixement a la millor tasca periodística durant l'any realitzada per un professional menor de 30 anys. Fins al 2013 s'anomenà Premi Mariano José de Larra fent honor amb el seu nom a l'escriptor i periodista romanticista.

## Guanyadors
- 1999: Inés Abril Fernández
- 2000: Letizia Ortiz Rocasolano i Javier Mayoral Sánchez
- 2001: Desert
- 2002: Desert
- 2003: Desert
- 2004: Teresa Bo
- 2005: Cristina Ónega Salcedo
- 2006: Cristina Villanueva
- 2007: Sergio Martín
- 2008: Beatriz García Fernández
- 2009: Alfonso Merlos
- 2010: Ángel Sastre i Idoia Sota
- 2011: Daniel Campos
- 2012: Mar Cabra
- 2013: Francisco Carrión
- 2014: Pilar Cebrián